# 戈尔拉马焦雷
戈尔拉马焦雷（義大利語：Gorla Maggiore），是意大利瓦雷泽省的一个市镇。总面积5平方公里，人口5105人，人口密度1021.0人/平方公里（2009年）。国家统计（ISTAT）代码为012078。